# Carl Osburn
Carl Townsend Osburn (Jacksontown, 5 mei 1884 – St. Helena, 28 december 1966) was een schutter uit de Verenigde Staten.
Osburn nam voor de eerste maal deel aan de Olympische Zomerspelen 1912 in Stockholm. Hier won hij één gouden, twee zilveren en één bronzen medaille. Osburn nam tevens deel aan de Olympische Zomerspelen 1920 in Antwerpen. Hier behaalde hij vier gouden, één zilveren en één bronzen medaille. Tijdens deze spelen was hij de eerste atleet die negen Olympische medailles won, hij scherpte dit tijdens de Olympische Zomerspelen 1924 aan tot elf Olympische medailles. Dit record werd al bij Olympische Zomerspelen 1928 verbroken door de Fin Paavo Nurmi. Tijdens de Olympische Zomerspelen 1924 in Parijs won hij een bronzen medaille, dit was zijn elfde en laatste Olympische medaille.
Osburn heeft als schutter zowel de meeste Olympische medailles verzameld als de meeste Olympische gouden medailles behaald. Deze medailles zijn allemaal behaald met een geweer.
Osburn was militair bij de United States Navy vanaf 1907 tot en 1939. Hij ging met pensioen als commandeur. Tijdens de Tweede Wereldoorlog keerde hij tussen 1941 en 1945 terug bij de United States Navy.
1900: Franz Böckli, Alfred Grütter, Emil Kellenberger, Louis-Marcel Richardet, Konrad Stäheli ·
1908: Julius Braathe, Albert Helgerud, Einar Liberg, Olaf Sæther, Ole Sæther, Gudbrand Skatteboe ·
1912: Carl Björkman, Erik Blomqvist, Mauritz Eriksson, Carl Johansson, Gustaf Adolf Jonsson, Bernhard Larsson ·
1920: Morris Fisher, Willis Lee, Dennis Fenton, Carl Osburn, Lloyd Spooner